# 독발사복건
독발사복건(禿髮思復鞬, ? ~ ?)은 중국 오호 십육국 시대 선비족의 일파인 독발선비의 수령이다. 전임 수령이었던 독발추근(禿髮推斤)의 아들이며, 365년 독발추근의 사망 후 수령이 되었다.
독발사복건이 수령으로 있는 기간 동안 독발선비는 전성기를 구축하였으며, 양주(凉州) 일대를 점령하였다.
독발사복건의 사후 아들인 독발오고(禿髮烏孤)가 그 뒤를 이었고, 남량(南凉)을 건국하였다.

## 자녀
- 독발오고(禿髮烏孤)
- 독발리록고(禿髮利鹿孤)
- 독발녹단(禿髮傉檀)
- 독발해우(禿髮奚于)
- 독발토뢰(禿髮吐雷)
- 독발구연(禿髮俱延)
- 독발문지(禿髮文支)
- 독발문진(禿髮文眞)

## 참고 문헌
- 《진서(晉書)》
- 《자치통감(資治通鑑)》
- 《십육국춘추(十六國春秋)》